# Secularitat
|  | No s'ha de confondre amb secularisme. |

La secularitat és l'estat de no estar relacionat o de ser neutral pel que fa a la religió o el que és considerat espiritual. Els orígens de la secularitat es poden rastrejar a la mateixa Bíblia i es van concretar a través de la història cristiana fins a l'era moderna. A l'època medieval hi havia els anomenats clergues seculars, que exercien enmig de la gent, que es diferenciaven dels regulars, que seguien un orde religiós. A més, les entitats seculars i religioses no estaven separades en l'època medieval, sinó que coexistien i interactuaven de manera natural. La paraula "secular" té un significat molt semblant al profà tal com s'utilitza en un context religiós.
A principis del segle XXI, tot allò que no estigui directament relacionat amb la religió es pot considerar secular, és a dir, neutral per a la religió. La secularitat no vol dir “antireligiós”, sinó “no relacionat amb la religió”. Moltes activitats en les organitzacions religioses són seculars i, tot i que hi ha múltiples tipus de secularitat o secularització, la majoria no condueixen a la irreligiositat. Lingüísticament, un procés pel qual qualsevol cosa esdevé secular s'anomena secularització, encara que el terme es reserva principalment a la secularització de la societat; i qualsevol concepte o ideologia que promogui allò secular es pot anomenar secularisme, un terme generalment aplicat a la ideologia que no es deixa influenciar per cap influència religiosa en l'esfera pública. Els estudiosos reconeixen que la secularitat està estructurada per models protestants de cristianisme, comparteix un llenguatge paral·lel a la religió i intensifica trets protestants com l'iconoclàstia, l'escepticisme envers els rituals i posa l'accent en les creences. En fer-ho, el secularisme perpetua els trets cristians amb un nom diferent.
La majoria de les cultures d'arreu del món no tenen tensió ni visions dicotòmiques de la religió i la secularitat. Com que la religió i allò secular són conceptes occidentals que es van formar sota la influència de la teologia cristiana, altres cultures no tenen necessàriament paraules o conceptes que s'hi s'assemblin o siguin equivalents.